# Ранго
«Ра́нго» (англ. «Rango») — анімаційний фільм-комедія Nickelodeon Movies та Paramount Pictures 2011 року зрежисована Ґором Вербінскі. Продюсер фільму Ґрогем Кінґ. Ролі озвучують Джонні Депп, Ебігейл Бреслін, Айла Фішер, Білл Наї, Альфред Моліна, Рей Вінстон, Гаррі Дін Стентон, Нед Бітті, Стівен Рут та інші. Анімацію героїв фільму створено за технологією «захоплення рухів» (motion capture), тобто рухи та вирази обличчя героїв у мультфільмі були взяті з акторів озвучки. Прем'єра фільму відбулася в США 14 лютого 2011 року, в Україні його вперше було показано 17 березня 2011 року.

## Сюжет
Головний герой фільму — хамелеон, що мріє про героїчні пригоди і втілює свої фантазії в сценічних постановках у тераріумі. Серед його реквізиту — іграшкова рибка, деталь від ляльки Барбі і пальма. Тільки він здогадується, що його грі не вистачає драматизму, конфлікту, як під час переїзду тераріум випадає з автомобіля і хамелеон опиняється посеред пустелі Мохаве. На дорозі він побачив броненосця, який розповів йому про таємничого Духа Заходу і пророкував їхню повторну зустріч на іншому боці дороги.
Хамелеон не був пристосований до суворих умов існування в пустелі, та йому вдалося дістатися містечка Грязюка (англ. Dirt), зустрівши по дорозі ігуану Бобіту (дівчину так назвав тато, який полюбляв боби). Місцева дівчинка попереджала його, що в селищі не люблять незнайомців, та він згадав свій театральний досвід і видав себе за сміливця Ранго, який вбив сімох однією кулею. Після кількох випадковостей Ранго призначили шерифом селища. Він дізнався, що головна цінність Грязюки — вода, якої лишилося всього на 5 днів. Вночі він необмірковано видав ліцензію трьом кротам, а вранці виявилося, що банк пограбували і вся вода зникла. Ранго і селяни вирушили на пошуки крадіїв, та Ранго здогадався, що в цій справі не все так просто.
Ранго хотів розібратися в ситуації, що склалася в селищі, та мер радив йому плисти за течією і не заважати природному ходу речей. Хамелеона викрили в тому, що він не є тим, за кого себе видає, після чого він залишив село і подався назад до траси. На іншому боці він зустрів Духа Заходу і броненосця. Хамелеон зрозумів, що може стати справжнім героєм, повернути воду і відродити селище.

## Ролі озвучують
| Актор              | Роль                      | Тварина                   |
| ------------------ | ------------------------- | ------------------------- |
| Джонні Депп        | Ранго                     | хамелеон                  |
| Айла Фішер         | Бобіта                    | пустельна ігуана          |
| Нед Бітті          | мер Джон                  | пустельна черепаха        |
| Ебігейл Бреслін    | Прісцілла                 | кактусова миша            |
| Альфред Моліна     | Roadkill                  | дев'ятисмугий броненосець |
| Білл Наї           | Гримучник Джейк           | техаський гримучник       |
| Гаррі Дін Стентон  | Бальтазар Дуглас Петерсон | кріт                      |
| Рей Вінстон        | Білл                      | аризонський отрутозуб     |
| Стівен Рут         | доктор Кенні Меррімак     | заєць бабак               |
| Блейк Кларк        | Буфорд                    | колорадська жаба          |
| Джеймс Ворд Біркіт | Ваффлз                    | фринозома                 |
| Гор Вербінскі      | Сержант Терлі             | індик великий             |
| Клаудія Блек       | Анжеліка                  | лисиця                    |
| Гіл Бірмінгем      | «Поранений птах»          | крук                      |
| Хемкі Мадера       | Чорізо                    | землерийка                |
| Джордж ДельХойо    | Флан                      | сова                      |
| Тімоті Оліфант     | Дух Дикого Заходу         | Н/Д                       |
| Кріс Парсон        | додаткові ролі            | Н/Д                       |

### Український дубляж
Фільм дубльовано на студії «Le Doyen» у 2011 році.
- Режисер дубляжу — Костянтин Лінартович
- Перекладач тексту та пісень — Федір Сидорук
- Музичний керівник — Тетяна Піроженко
- Ролі дублювали — Олег «Фагот» Михайлюта, Катерина Брайковська, Євген Пашин, Софія Нестеренко, Борис Георгієвський, Михайло Жонін, Євген Шах, Анатолій Пашнін, Василь Мазур, Валерій Невєдров, Максим Кондратюк, Анатолій Барчук, Олександр Бондаренко

## Кінокритика
На сайті Metacritic фільм отримав оцінку 75 балів із 100 (35 відгуків). На сайті Rotten Tomatoes рейтинг мультфільму становить 89 % (153 схвальних відгуків і 19 негативних).

## Касові збори
Касові збори становили $164 778 691 ($92 338 691 у США та $72 440 000 за кордоном).

## Цікаві факти
- Це перший повнометражний анімаційний мультфільм створений компанією ILM (котра була створена Джорджем Лукасом винятково для спецефектів у фільмі Зоряні війни).
- На те, щоб повністю створити один кадр мультфільму (а всього їх було 154080), витрачалось 12 годин[8].